# Jean Stone Willans
Jean Stone Willans (* 3. Oktober 1924; † 1. April 2020) war eine prägende Persönlichkeit der charismatischen Bewegung in den Vereinigten Staaten und ein Gründerin der Blessed Trinity Society.

## Leben
Jean Stone Willans war Gemeindemitglied der St. Mark‘s Episcopal Church in Van Nuys, als ihr Pfarrer Dennis J. Bennett sich zu seiner Geistestaufe bekannte, was zu Auseinandersetzungen innerhalb der Kirche führte und schließlich im Rücktritt von Bennett mündete. In diesem Zusammenhang veröffentlichte Willans verschiedene Artikel, unter anderem im Time-Magazine und Newsweek. Willians hielt den Rücktritt Bennetts charakteristisch für die schwierige Situation der Anhänger der charismatischen Bewegung, die in ihrer etablierten Kirche zu bleiben wünschten.
Im Jahr 1960 gründete sie zusammen mit Harald Bredesen die Blessed Trinity Society. Die Organisation unterstützte Pfarrer und Geistliche in den etablierten Kirchen, die sich zur charismatischen Bewegung bekannt hatten. Zudem versuchte sie eine breitere Öffentlichkeit mittels Veranstaltungen, Flugschriften und einem vierteljährlich erscheinenden Magazin mit dem Titel Trinity, mit den Ideen und Ansichten der charismatischen Bewegung zu erreichen. Aufgrund einer Ehescheidung im Jahr 1966 und der anschließenden Wiederheirat mit Richard Willans büßte sie in breiten Teilen der charismatischen Bewegung an Einfluss ein. Die Willans' reisten 1968 nach Hong Kong aus, wo sie sich ebenfalls für die charismatische Bewegung engagierten, bis sie 1983 in die Vereinigten Staaten zurückkehrten.